# Saint-Georges-de-Livoye
Pour les articles homonymes, voir Saint-Georges, Saint Georges (homonymie) et Georges.
Saint-Georges-de-Livoye est une commune française, située dans le département de la Manche en région Normandie, peuplée de 205 habitants.

## Géographie
| La Chaise-Baudouin, Tirepied-sur-Sée | La Chaise-Baudouin      | Notre-Dame-de-Livoye         |
| Tirepied-sur-Sée                     | Saint-Georges-de-Livoye | Notre-Dame-de-Livoye, Brécey |
| Tirepied-sur-Sée Vernix,             | Vernix                  | Brécey                       |

### Hydrographie
La commune est située dans le bassin Seine-Normandie. Elle est drainée par le Bieu, le ruisseau du Pont Davy, le fossé 01 de la Vétillère, le fossé 03 du Vieux Moulin, le ruisseau de Saint-Georges et un autre petit cours d'eau,.
Le Bieu, d'une longueur de 15 km, prend sa source dans la commune de La Chapelle-Cécelin et se jette  dans la Sée à Vernix, après avoir traversé dix communes. 

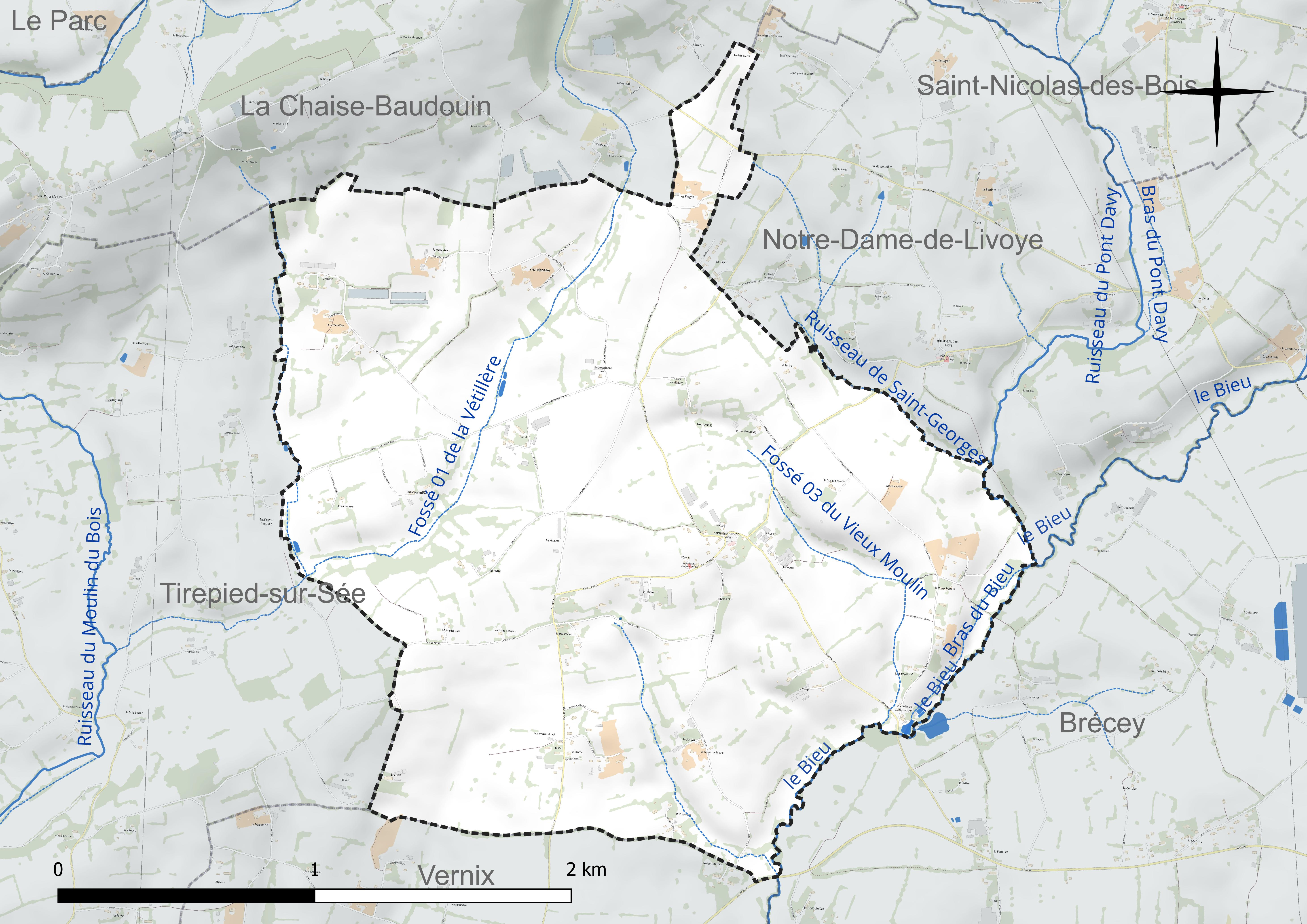
Réseau hydrographique de Saint-Georges-de-Livoye.

### Climat
Pour des articles plus généraux, voir Climat de la Normandie et Climat de la Manche.
En 2010, le climat de la commune est de type climat océanique franc, selon une étude du CNRS s'appuyant sur une série de données couvrant la période 1971-2000. En 2020, Météo-France publie une typologie des climats de la France métropolitaine dans laquelle la commune est exposée à un climat océanique et est dans une zone de transition entre les régions climatiques « Normandie (Cotentin, Orne) » et « Bretagne orientale et méridionale, Pays nantais, Vendée ». Parallèlement le GIEC normand, un groupe régional d’experts sur le climat, différencie quant à lui, dans une étude de 2020, trois grands types de climats pour la région Normandie, nuancés à une échelle plus fine par les facteurs géographiques locaux. La commune est, selon ce zonage, exposée à un « climat contrasté des collines », correspondant au Bocage normand, bien arrosé, voire très arrosé sur les reliefs les plus exposés au flux d’ouest, et frais en raison de l’altitude.
Pour la période 1971-2000, la température annuelle moyenne est de 10,8 °C, avec une amplitude thermique annuelle de 11,9 °C. Le cumul annuel moyen de précipitations est de 989 mm, avec 14,1 jours de précipitations en janvier et 9 jours en juillet. Pour la période 1991-2020, la température moyenne annuelle observée sur la station météorologique la plus proche, située sur la commune de Saint-Hilaire-du-Harcouët à 20 km à vol d'oiseau, est de 11,5 °C et le cumul annuel moyen de précipitations est de 929,5 mm,. Pour l'avenir, les paramètres climatiques de la commune estimés pour 2050 selon différents scénarios d’émission de gaz à effet de serre sont consultables sur un site dédié publié par Météo-France en novembre 2022.

## Urbanisme

### Typologie
Au 1er janvier 2024, Saint-Georges-de-Livoye est catégorisée commune rurale à habitat dispersé, selon la nouvelle grille communale de densité à sept niveaux définie par l'Insee en 2022.
Elle est située hors unité urbaine et hors attraction des villes,.

### Occupation des sols
L'occupation des sols de la commune, telle qu'elle ressort de la base de données européenne d’occupation biophysique des sols Corine Land Cover (CLC), est marquée par l'importance des territoires agricoles (100 % en 2018), une proportion identique à celle de 1990 (100 %). La répartition détaillée en 2018 est la suivante : prairies (53,1 %), zones agricoles hétérogènes (46,2 %), terres arables (0,7 %). L'évolution de l’occupation des sols de la commune et de ses infrastructures peut être observée sur les différentes représentations cartographiques du territoire : la carte de Cassini (XVIIIe siècle), la carte d'état-major (1820-1866) et les cartes ou photos aériennes de l'IGN pour la période actuelle (1950 à aujourd'hui).

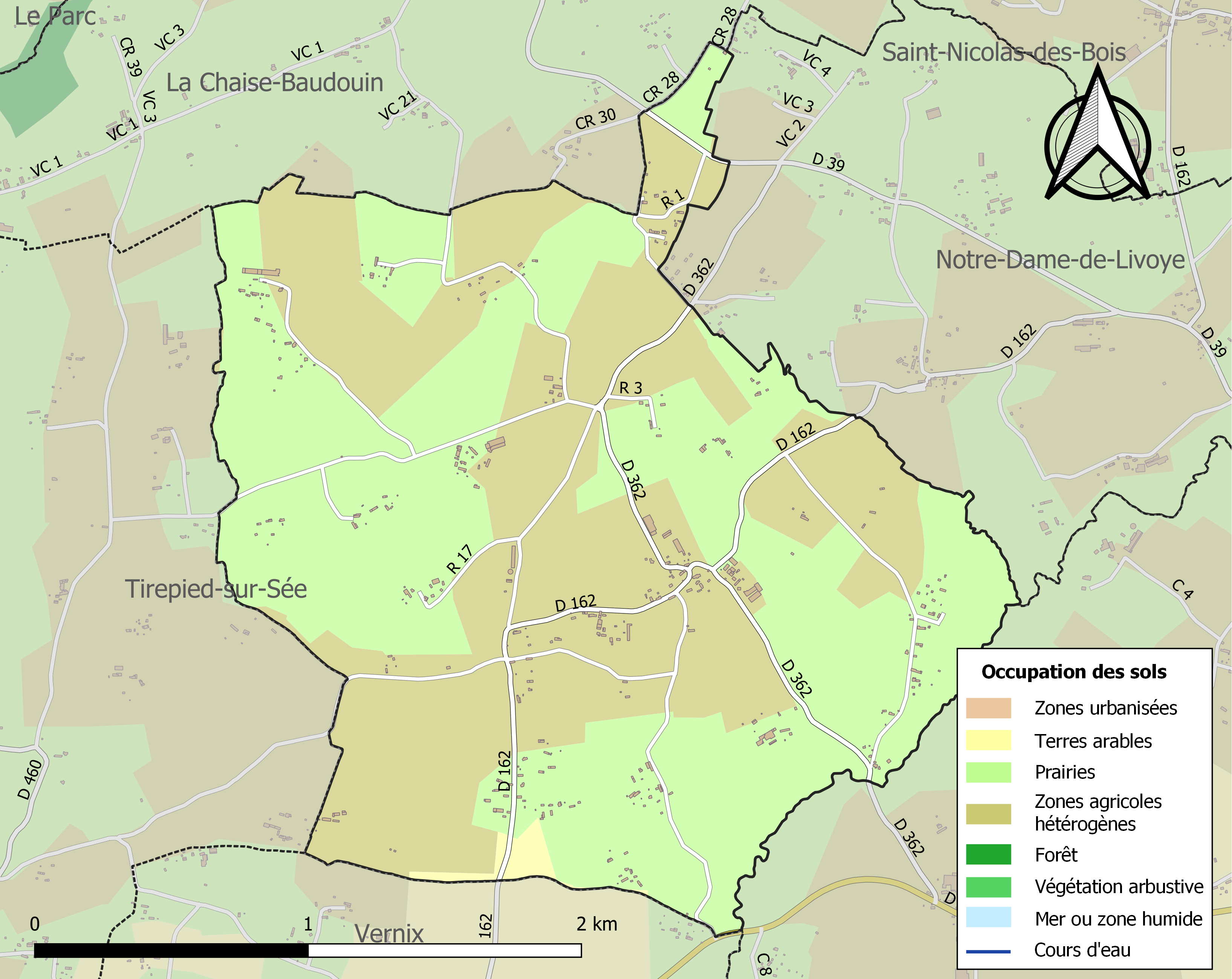
Carte des infrastructures et de l'occupation des sols de la commune en 2018 (CLC).

## Toponymie
Le toponyme est attesté sous la forme Sanctum Georgium de Liveie en 1210.
La paroisse était dédiée à Georges de Lydda, martyr du IVe siècle.
René Lepelley attribue à Livoye la même origine que le toponyme ornais Livaie : une fausse graphie de l'ivaie, « endroit où pousse des ifs ».
Au cours de la période révolutionnaire de la Convention nationale (1792-1795), la commune a porté le nom de Le Grand-Livoye.
Le gentilé est Georgiens.

## Politique et administration
| Période                                  | Période   | Identité              | Étiquette | Qualité       |
| ---------------------------------------- | --------- | --------------------- | --------- | ------------- |
| 1995                                     | mars 2001 | André Barbot          |           |               |
| mars 2001                                | mars 2014 | Marie-Thérèse Sourdin | SE        |               |
| mars 2014                                | En cours  | Jean-Vital Hamard     | SE        | Fonctionnaire |
| Les données manquantes sont à compléter. |           |                       |           |               |

Le conseil municipal est composé de onze membres dont le maire et deux adjoints.

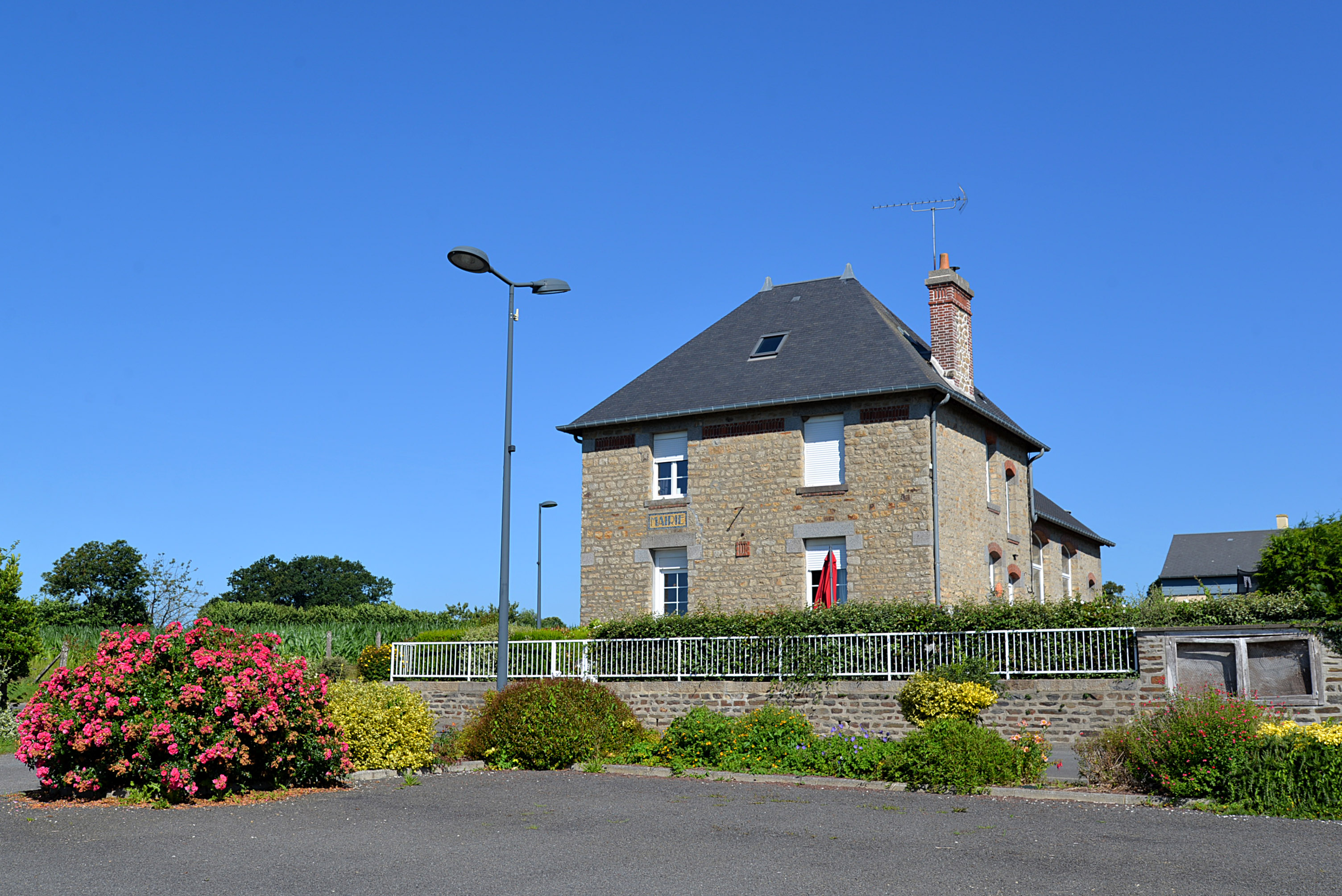
La mairie.

## Démographie
L'évolution du nombre d'habitants est connue à travers les recensements de la population effectués dans la commune depuis 1793. Pour les communes de moins de 10 000 habitants, une enquête de recensement portant sur toute la population est réalisée tous les cinq ans, les populations de référence des années intermédiaires étant quant à elles estimées par interpolation ou extrapolation. Pour la commune, le premier recensement exhaustif entrant dans le cadre du nouveau dispositif a été réalisé en 2005.
En 2022, la commune comptait 205 habitants, en évolution de +2,5 % par rapport à 2016 (Manche : −0,31 %, France hors Mayotte : +2,11 %).
Au premier recensement républicain, en 1793, Saint-Georges-de-Livoye comptait 491 habitants, population jamais atteinte depuis.
| 1793 | 1800 | 1806 | 1821 | 1831 | 1836 | 1841 | 1846 | 1851 |
| ---- | ---- | ---- | ---- | ---- | ---- | ---- | ---- | ---- |
| 491  | 436  | 481  | 454  | 445  | 467  | 443  | 430  | 433  |

| 1856 | 1861 | 1866 | 1872 | 1876 | 1881 | 1886 | 1891 | 1896 |
| ---- | ---- | ---- | ---- | ---- | ---- | ---- | ---- | ---- |
| 417  | 422  | 440  | 410  | 436  | 402  | 395  | 377  | 371  |

| 1901 | 1906 | 1911 | 1921 | 1926 | 1931 | 1936 | 1946 | 1954 |
| ---- | ---- | ---- | ---- | ---- | ---- | ---- | ---- | ---- |
| 340  | 340  | 356  | 315  | 316  | 323  | 315  | 339  | 338  |

| 1962 | 1968 | 1975 | 1982 | 1990 | 1999 | 2005 | 2006 | 2010 |
| ---- | ---- | ---- | ---- | ---- | ---- | ---- | ---- | ---- |
| 304  | 282  | 236  | 190  | 180  | 181  | 214  | 217  | 209  |

| 2015 | 2020 | 2022 | - | - | - | - | - | - |
| ---- | ---- | ---- | - | - | - | - | - | - |
| 203  | 207  | 205  | - | - | - | - | - | - |

## Lieux et monuments
- Église Saint-Georges des XVIIe – XVIIIe siècles avec un portail armorié et un clocher-porche datant du Moyen Âge. La tour a été rebâtie en 1925 par souscription. Elle abrite une statue de sainte Marie-Madeleine du XIVe ou XVe siècle classée au titre objet aux monuments historiques[28], ainsi qu'une fresque murale du décorateur avranchinais Alfred Apperé réalisée en 1932-1933 et restaurée en 2011, un maître-autel du XVIIIe, un Chemin de croix français-latin-socle des XVe-XVIe avec bas-relief Vierge à l'Enfant du XVIe, et trois séries de vitraux (1917-1942-1962) commémorant les poilus dont huit portraits de saint Georges et Notre-Dame de Livoye.
- Croix de cimetière du XVIIIe siècle avec socle armorié.
- Croix de chemin.
- Oratoire de la Vierge.
- Lavoir au Hamel.
- Moulin Saint-Georges.
- Étangs du Val de Sée, au Moulin, étang de pêche alimenté par le Bieu, affluent de la Sée, et aire de pique-nique.

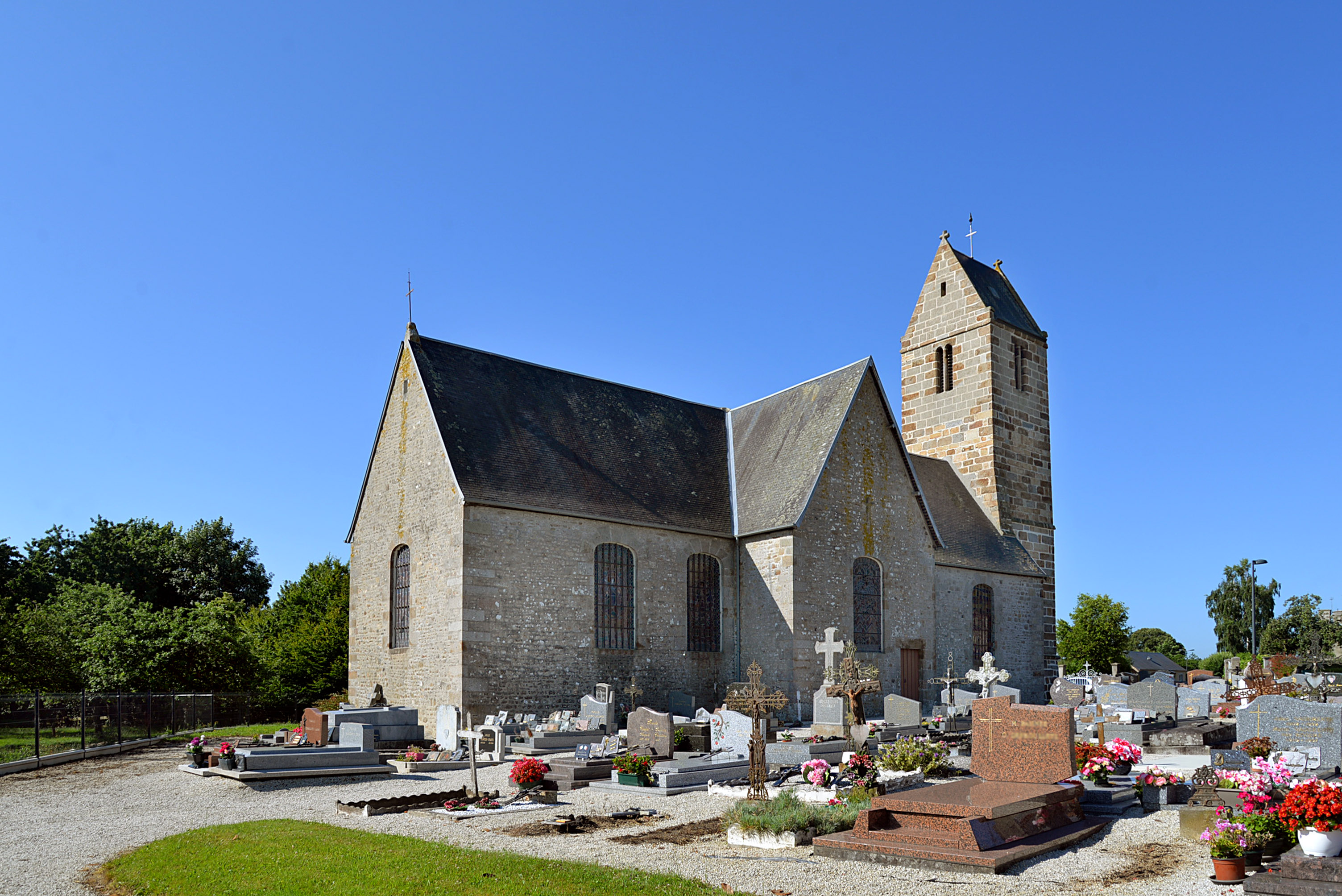
L'église Saint-Georges.
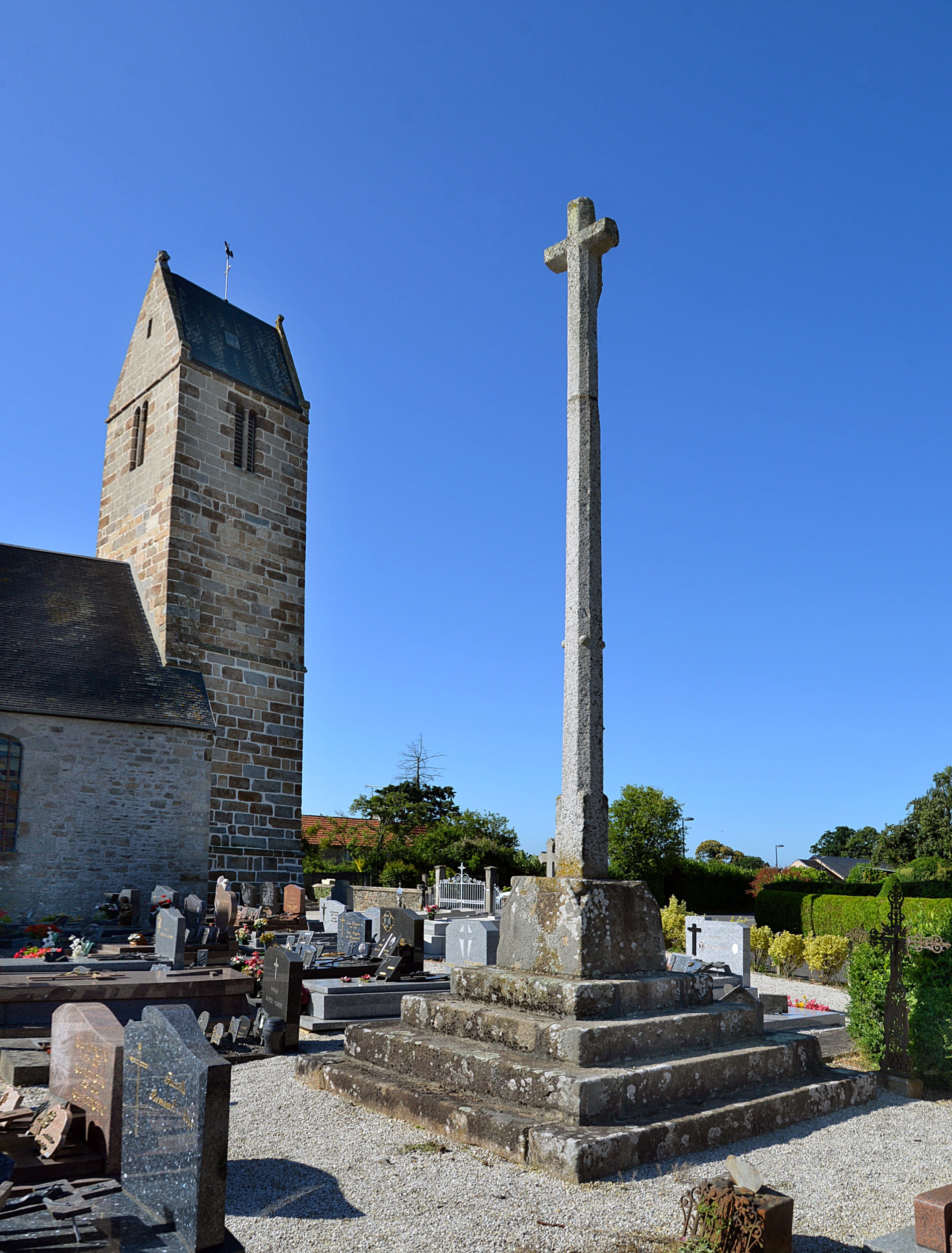
La croix de cimetière et l'église Saint-Georges.
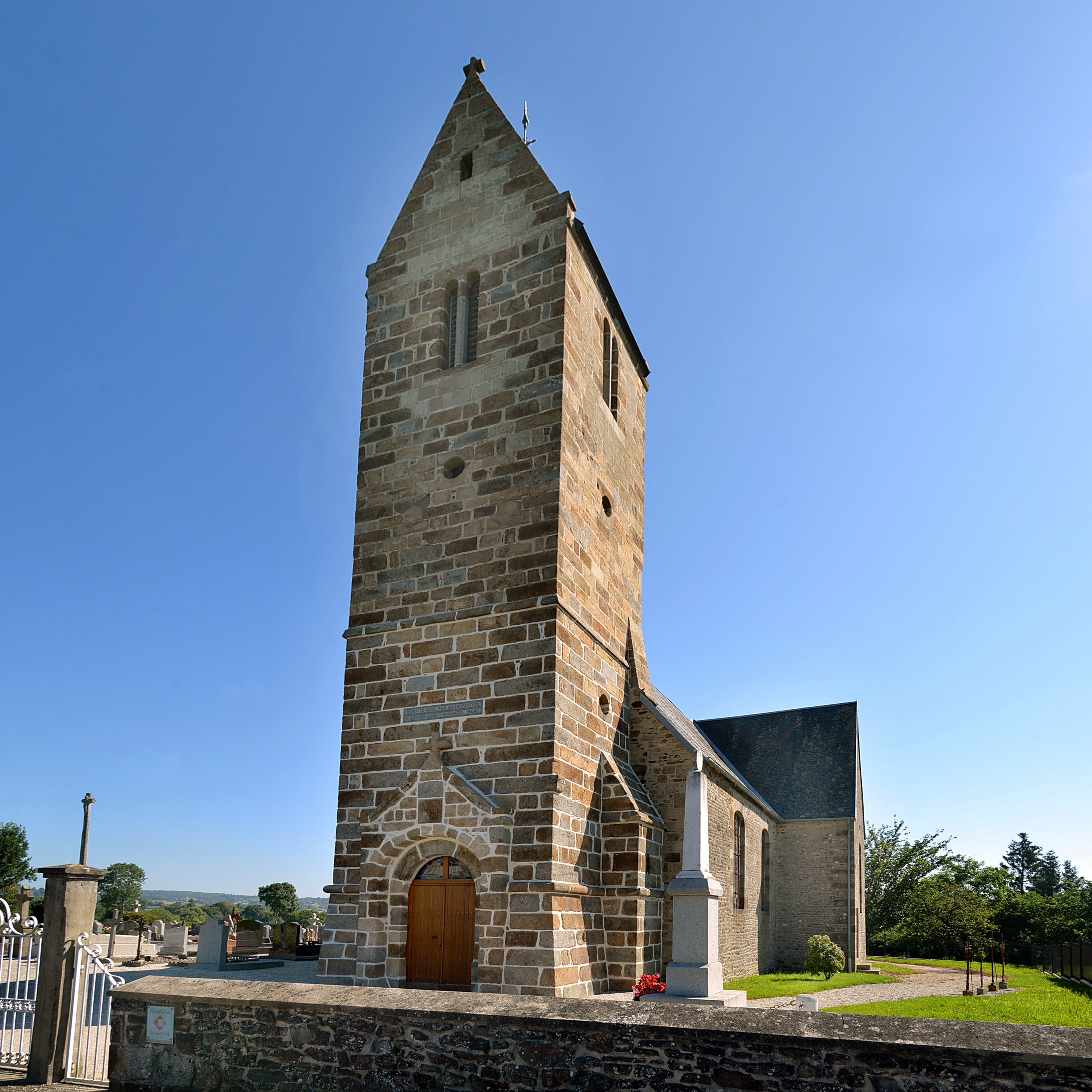
Le clocher et le porche de l'église Saint-Georges.
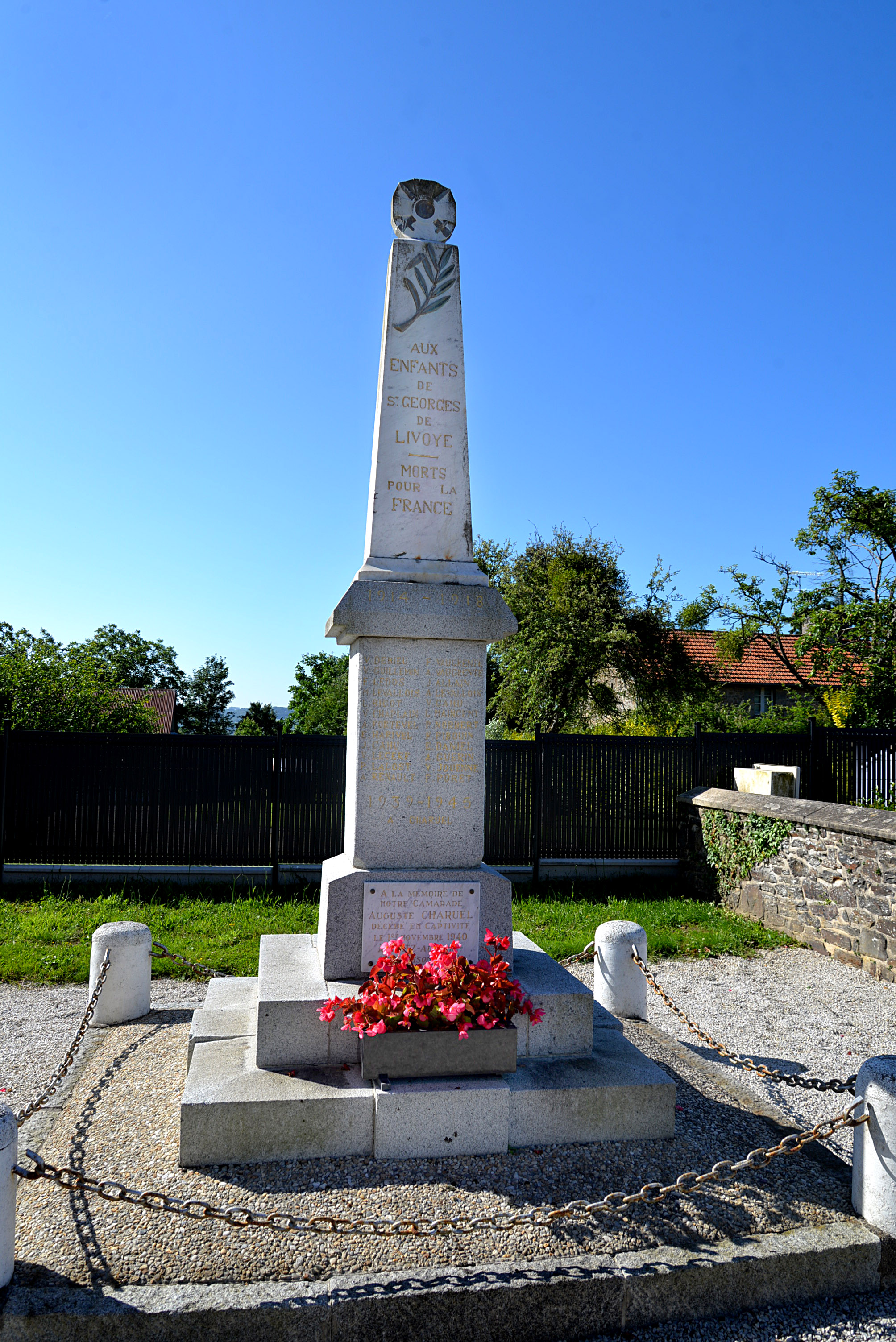
Le monument aux morts.

## Personnalités liées à la commune
- Michel Esneu (né en 1943 à Saint-Georges-de-Livoye), homme politique, ancien sénateur d'Ille-et-Vilaine et maire de Dol-de-Bretagne.